# Život mezi Jungem a Freudem
Život mezi Jungem a Freudem (německy Eine fast grausame Liebe zur Wissenschaft) je kniha Sabiny Richebächerové, švýcarské klinické psycholožky a psychoterapeutky z Curychu.

## Obsah
Životopis Sabiny Spielreinové popisuje život Sabiny Spielreinové, jedné z prvních zakladatelů dětské psychoanalýzy a vůdčí představitelky ruské psychoanalytické školy, od jejího narození až po její smrt.
Počátky psychoanalýzy jsou těsně spjaty s postavami Sigmunda Freuda a Carla Gustava Junga – a také Sabiny Spielreinové. Milostný poměr mezi mladým, ženatým Jungem a jeho pacientkou rusko-židovského původu vedl k vážným trhlinám ve vztahu s jeho učitelem Freudem. Sabina se stane tvořivým principem Jungovy psychoanalytické teorie a zároveň jeho nejlepší žákyní. Životopis jedné ze zakladatelek dětské psychoanalýzy a vůdčí představitelky ruské psychoanalytické školy je fascinujícím úvodem do studia historie moderní psychologie. Kniha zaujme nejen čtenáře se zájmem o psychologii, ale také čtenáře Carla. G. Junga a Sigmunda Freuda a zároveň všechny ty, kdo milují judaistickou literaturu a dějiny moderního židovstva.